# Olavsstøtta

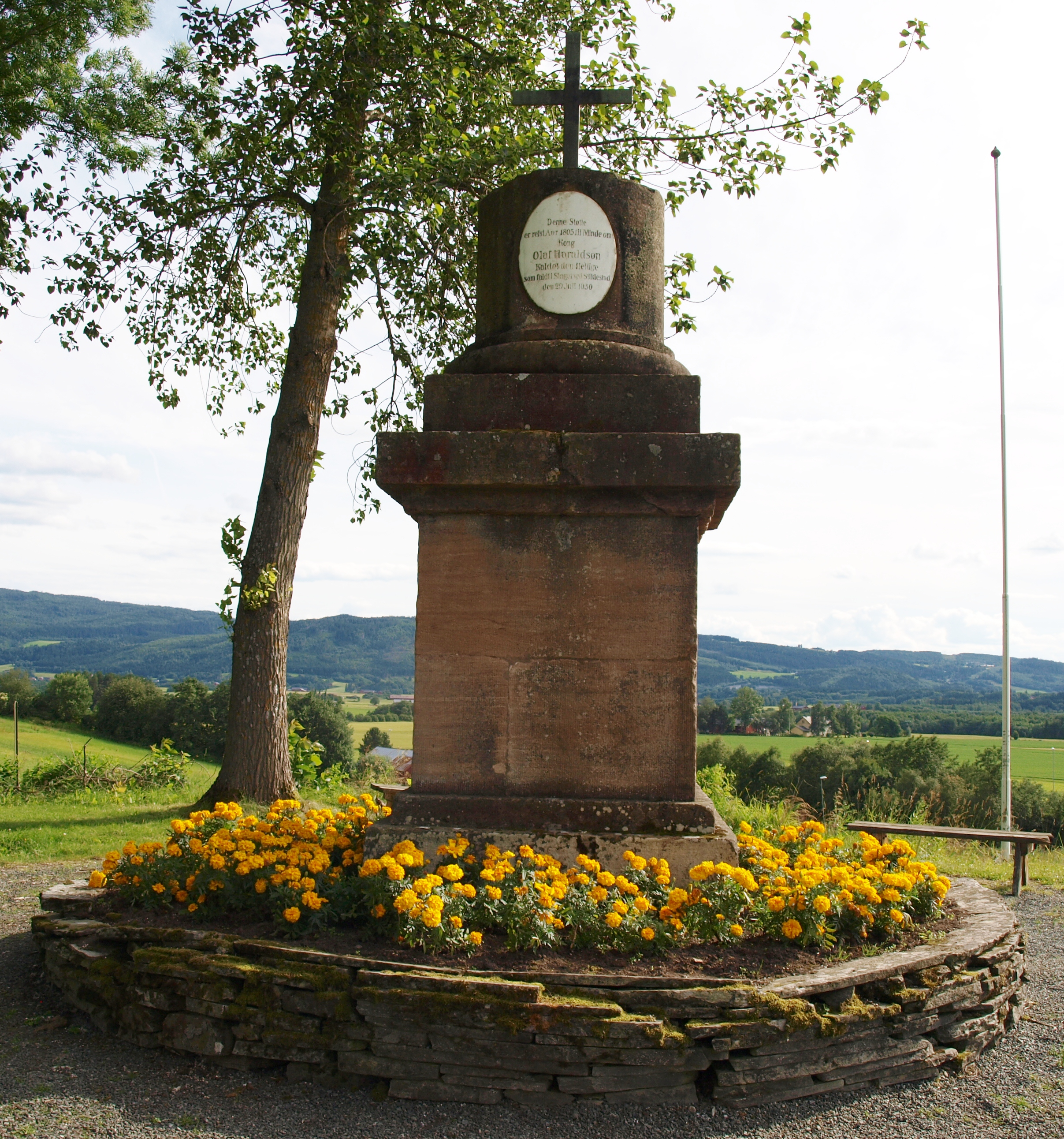
Olavsstøtta

Olavsstøtta eller Stiklestad-støtten är ett minnesmärke vid museet Stiklestad nasjonale kultursenter i Stiklestad i Verdals kommun i Nord-Trøndelags fylke i Norge. Det restes 1807 till minnet av Slaget vid Stiklestad den 29 juli 1030 och kung Olav Haraldsson (Olav den helige) som avled där. Det är ett av de äldsta bevarade offentliga minnesmärkena i Norge och ett av få från tiden före Eidsvollförfattningen 1814. Det ägs av Fortidsminneforeningen sedan 1856. Minnesmärket har som symbol blivit knutet till Olav den helige, slaget vid Stiklestad, Norges kristnande, norska kyrkan, norska staten och landets monarki. 1944 bytte Nasjonal Samling ut Olavsstøtta mot en obelisk, NS-monumentet. Omedelbart efter andra världskrigets slut 1945 revs detta och grävdes ned, varvid Olavsstøtta restes igen.